# (6356) Таиров
(6356) Таиров (лат. Tairov) — типичный астероид главного пояса, открыт 26 августа 1976 года советским астрономом Николаем Черных в Крымской астрофизической обсерватории и 4 мая 1999 года назван в честь учёного и винодела Василия Таирова.

## Обнаружение и именование
(6356) Таиров
Открыт 26 августа 1976 года в Научном Н. С. Черных.
Назван в честь Василия Егоровича Таирова (1859—1938) — русского виноградаря и энолога, автора знаменитого каталога вин (включая подделки). Он был основателем и руководителем первого российского научно-исследовательского института виноградарства под Одессой (ныне Украинский научно-исследовательский институт виноградарства имени Таирова).
Оригинальный текст (англ.)6356 Tairov
Discovered 1976-08-26 by Chernykh, N. S. at Nauchnyj.
Named in honor of Vasilij Egorovich Tairov (1859—1938), Russian viticulturist and oenologist, author of a famous catalogue of wines (including counterfeits). He was founder and head of the first Russian research institute on viticulture, near Odessa (now the Ukrainian Tairov Reseach Institute of Viticulture).
Источники: DISCOVERY.DB; M.P.C. 34623.

## Орбита

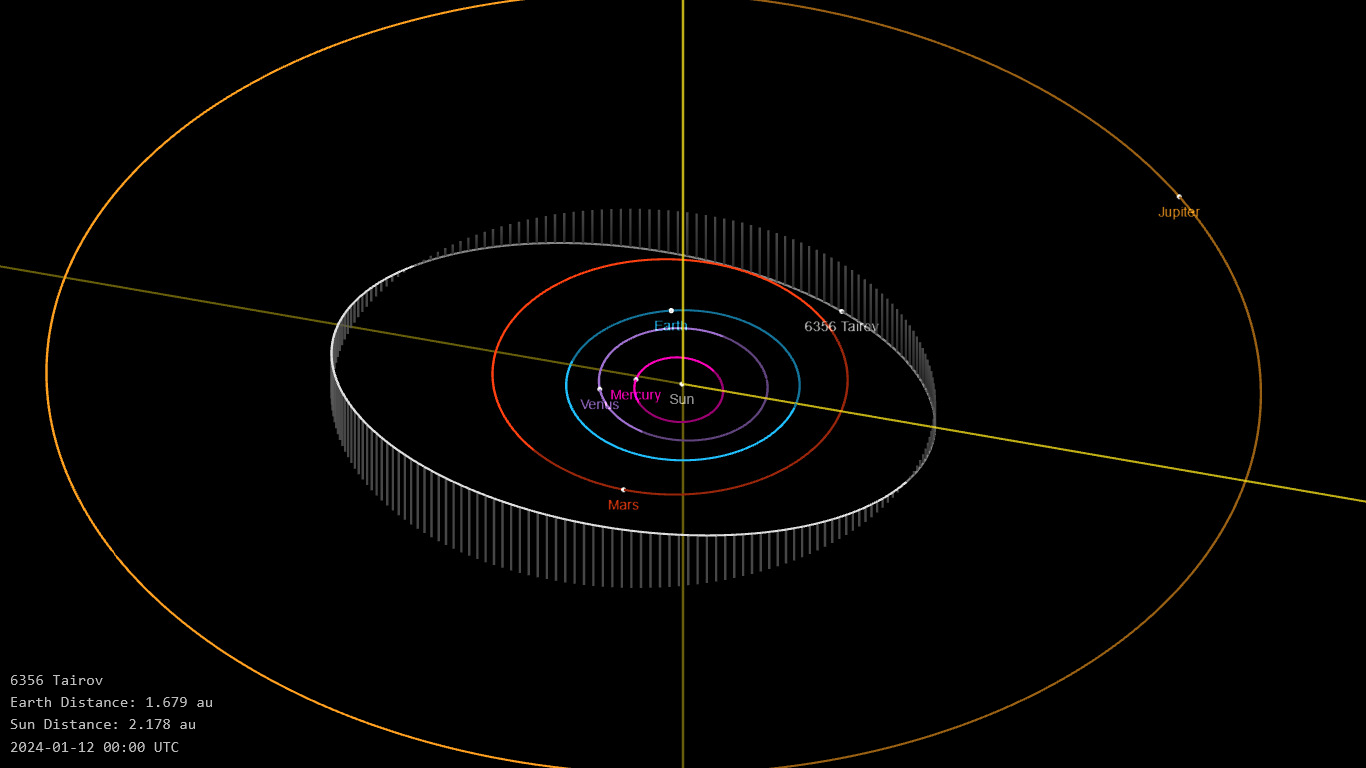
Орбита астероида Таиров и его положение в Солнечной системе

## Физические характеристики
Астероид относится к таксономическому классу S.
По результатам наблюдений в видимом и ближнем инфракрасном диапазоне космического телескопа NEOWISE и наблюдений в инфракрасном диапазоне спутника Akari диаметр астероида сначала оценивался равным 8,978±0,054 км, позже — 9,47±0,66 км, 9,20±2,52 км и 8,478±0,127 км. Согласно тем же источникам альбедо оценивается как 0,2010±0,0128, 0,180±0,026, 0,16±0,09 и 0,249±0,034.